# Associazione Calcio Monza 1969-1970
Questa pagina raccoglie le informazioni riguardanti l'Associazione Calcio Monza nelle competizioni ufficiali della stagione 1969-1970.

## Stagione
Nella stagione 1969-1970 il Monza disputa il campionato di Serie B, ottiene 45 punti ed il quinto posto in classifica. Salgono in Serie A il Varese con 49 punti, il Foggia ed il Catania con 48 punti. Retrocedono in Serie C la Reggiana per peggior differenza reti con Atalanta, Catanzaro e Taranto a 33 punti, poi il Piacenza con 32 punti ed il Genoa con 29 punti.
Dopo la parentesi trevigiana, ritorna al Monza l'allenatore Luigi Radice che imposta a modo suo la squadra brianzola, imperniata su una super difesa, non per caso con 19 reti subite nelle 38 partite del torneo cadetto, risulta la miglior difesa, alla pari con il promosso Catania, peccato che in attacco si sia faticato a realizzare, pur segnando un po' tutti, infatti in dodici sono andati a rete tra i giocatori biancorossi, senza che nessuno sia emerso particolarmente, al termine del torneo il miglior marcatore del campionato risulta Lucio Bertogna con sei reti arrivato dalla Roma nel mercato novembrino, mentre il miglior marcatore della stagione è stato Giampaolo Lanzetti con sette centri, cinque in campionato e due in Coppa Italia. Per tutto il campionato il Monza ha stazionato nelle zone medio alte della classifica, senza dare mai tuttavia l'impressione di agguantare il treno per la promozione. In Coppa Italia è stato inserito nel sesto girone, ha perso per differenza reti nei confronti del Torino, la possibilità di vincere il girone, che ha chiuso al primo posto con i granata ed il Piacenza, dando al Torino il via libera, per accedere ai Quarti di finale della competizione.

## Rosa
| N. |                   | Ruolo | Calciatore           |
| -- | ----------------- | ----- | -------------------- |
|    | Italia (bandiera) | A     | Marco Achilli        |
|    | Italia (bandiera) | A     | Lucio Bertogna       |
|    | Italia (bandiera) | C     | Enrico Burlando      |
|    | Italia (bandiera) | C     | Roberto Caremi       |
|    | Italia (bandiera) | P     | Luciano Castellini   |
|    | Italia (bandiera) | P     | Romano Cazzaniga     |
|    | Italia (bandiera) | D     | Giampiero D'Angiulli |
|    | Italia (bandiera) | C     | Renato Dehò          |
|    | Italia (bandiera) | C     | Arrigo Dolso         |
|    | Italia (bandiera) | D     | Franco Fontana       |

| N. |                   | Ruolo | Calciatore               |
| -- | ----------------- | ----- | ------------------------ |
|    | Italia (bandiera) | A     | Giampaolo Lanzetti       |
|    | Italia (bandiera) | D     | Gian Battista Magaraggia |
|    | Italia (bandiera) | D     | Franco Magnaghi          |
|    | Italia (bandiera) | D     | Guido Onor               |
|    | Italia (bandiera) | C     | Fiorino Pepe             |
|    | Italia (bandiera) | C     | Enrico Prato             |
|    | Italia (bandiera) | A     | Cleto Principe           |
|    | Italia (bandiera) | D     | Carlo Soldo              |
|    | Italia (bandiera) | A     | Aldo Strada              |
|    | Italia (bandiera) | D     | Mario Trebbi             |

## Risultati

### Campionato

#### Girone di andata
| Arbitro: | Bravi (Roma) |

|                 |           |  |
| Onor 50’ (aut.) | Marcatori |  |

| Arbitro: | Levrero (Genova) |

|             |           |            |
| Achilli 76’ | Marcatori | 16’ Spelta |

| Arbitro: | Campanini (Finale Emilia) |

|                    |           |  |
| Innocenti 12’, 16’ | Marcatori |  |

| Arbitro: | De Robbio (Torre Annunziata) |

|                         |           |  |
| Strada 34’ Burlando 85’ | Marcatori |  |

| Arbitro: | Serafino (Roma) |

|  |           |           |
|  | Marcatori | 56’ Bigon |

| Arbitro: | Cantelli (Firenze) |

|                            |           |  |
| Bongiorni 62’ Lombardo 87’ | Marcatori |  |

| Monza 26 ottobre 1969 7ª giornata | Monza              | 0 – 0 | Reggiana | Stadio Gino Alfonso Sada\| Arbitro: \| Possagno (Treviso) \| |
| Arbitro:                          | Possagno (Treviso) |       |          |                                                              |

| Arbitro: | Calì (Roma) |

|  |           |                   |
|  | Marcatori | 32’ (aut.) Bonini |

| Livorno 16 novembre 1969 9ª giornata | Livorno                      | 0 – 0 | Monza | Stadio Comunale\| Arbitro: \| De Robbio (Torre Annunziata) \| |
| Arbitro:                             | De Robbio (Torre Annunziata) |       |       |                                                               |

| Arbitro: | Gonella (Torino) |

|            |           |  |
| Strada 74’ | Marcatori |  |

| Catania 30 novembre 1969 11ª giornata | Catania           | 0 – 0 | Monza | Stadio Cibali\| Arbitro: \| Bianchi (Firenze) \| |
| Arbitro:                              | Bianchi (Firenze) |       |       |                                                  |

| Catanzaro 7 dicembre 1969 12ª giornata | Catanzaro          | 0 – 0 | Monza | Stadio Militare\| Arbitro: \| Michelotti (Parma) \| |
| Arbitro:                               | Michelotti (Parma) |       |       |                                                     |

| Monza 14 dicembre 1969 13ª giornata | Monza            | 0 – 0 | Como | Stadio Gino Alfonso Sada\| Arbitro: \| Branzoni (Pavia) \| |
| Arbitro:                            | Branzoni (Pavia) |       |      |                                                            |

| Arbitro: | Cantelli (Firenze) |

|             |           |  |
| Liguori 51’ | Marcatori |  |

| Arbitro: | Trinchieri (Reggio Emilia) |

|                                |           |  |
| Lanzetti 22’, 62’ Bertogna 82’ | Marcatori |  |

| Arbitro: | Panzino (Catanzaro) |

|  |           |           |
|  | Marcatori | 70’ Prato |

| Arbitro: | Gialluisi (Barletta) |

|             |           |              |
| Achilli 21’ | Marcatori | 53’ Tentorio |

| Arbitro: | Mascali (Desenzano del Garda) |

|              |           |  |
| Bertogna 77’ | Marcatori |  |

| Arbitro: | Trinchieri (Reggio Emilia) |

|                       |           |                               |
| Pucci 13’ Beretti 37’ | Marcatori | 7’ Bertogna 64’, 88’ Lanzetti |

#### Girone di ritorno
| Arbitro: | Possagno (Treviso) |

|                           |           |                   |
| Principe 48’ Bertogna 82’ | Marcatori | 55’ (aut.) Trebbi |

| Mantova 8 febbraio 1970 21ª giornata | Mantova               | 0 – 0 | Monza | Stadio Danilo Martelli\| Arbitro: \| De Marchi (Pordenone) \| |
| Arbitro:                             | De Marchi (Pordenone) |       |       |                                                               |

| Arbitro: | Levrero (Genova) |

|                              |           |              |
| Prato 53’ (rig.), 57’ (rig.) | Marcatori | 18’ Piccioni |

| Genova 22 febbraio 1970 23ª giornata | Genoa                        | 0 – 0 | Monza | Stadio Luigi Ferraris\| Arbitro: \| De Robbio (Torre Annunziata) \| |
| Arbitro:                             | De Robbio (Torre Annunziata) |       |       |                                                                     |

| Arbitro: | Bernardis (Latina) |

|           |           |  |
| Villa 57’ | Marcatori |  |

| Arbitro: | Serafino (Roma) |

|                           |           |  |
| Principe 11’ Bertogna 60’ | Marcatori |  |

| Arbitro: | Possagno (Treviso) |

|  |           |            |
|  | Marcatori | 79’ Trebbi |

| Arbitro: | Menegali (Roma) |

|             |           |  |
| Burlando 1’ | Marcatori |  |

| Monza 5 aprile 1970 28ª giornata | Monza                 | 0 – 0 | Livorno | Stadio Gino Alfonso Sada\| Arbitro: \| De Marchi (Pordenone) \| |
| Arbitro:                         | De Marchi (Pordenone) |       |         |                                                                 |

| Pisa 12 aprile 1970 29ª giornata | Pisa                | 0 – 0 | Monza | Stadio Arena Garibaldi\| Arbitro: \| Lo Bello (Siracusa) \| |
| Arbitro:                         | Lo Bello (Siracusa) |       |       |                                                             |

| Arbitro: | Pieroni (Roma) |

|                                |           |  |
| Montanari 16’ (aut.) Dolso 44’ | Marcatori |  |

| Arbitro: | Monti (Ancona) |

|           |           |          |
| Soldo 68’ | Marcatori | 72’ Gori |

| Arbitro: | Giunti (Arezzo) |

|                 |           |  |
| Onor 57’ (aut.) | Marcatori |  |

| Arbitro: | Lo Bello (Siracusa) |

|                             |           |  |
| Bertogna 36’ D'Angiulli 60’ | Marcatori |  |

| Arezzo 17 maggio 1970 34ª giornata | Arezzo            | 0 – 0 | Monza | Stadio Comunale\| Arbitro: \| Toselli (Cormons) \| |
| Arbitro:                           | Toselli (Cormons) |       |       |                                                    |

| Arbitro: | Lattanzi (Roma) |

|                  |           |              |
| Prato 21’ (rig.) | Marcatori | 77’ Cattaneo |

| Piacenza 31 maggio 1970 36ª giornata | Piacenza          | 0 – 0 | Monza | Stadio Galleana\| Arbitro: \| D'Agostini (Roma) \| |
| Arbitro:                             | D'Agostini (Roma) |       |       |                                                    |

| Arbitro: | Picasso (Chiavari) |

|                       |           |           |
| Bettega 7’ Braida 40’ | Marcatori | 3’ Caremi |

| Arbitro: | Francescon (Padova) |

|              |           |  |
| Lanzetti 40’ | Marcatori |  |

### Coppa Italia girone 6
| Arbitro: | Mascali (Desenzano del Garda) |

|                        |           |             |
| Achilli 6’ Lanzetti 8’ | Marcatori | 14’ Damiani |

| Arbitro: | Menegali (Roma) |

|               |           |              |
| Mondonico 32’ | Marcatori | 57’ Lanzetti |

| Monza 7 settembre 1969 3ª giornata | Monza             | 0 – 0 | Piacenza | Stadio Gino Alfonso Sada\| Arbitro: \| Bianchi (Firenze) \| |
| Arbitro:                           | Bianchi (Firenze) |       |          |                                                             |

## Statistiche

### Statistiche di squadra
| Competizione | Punti | In casa | In casa | In casa | In casa | In casa | In casa | In trasferta | In trasferta | In trasferta | In trasferta | In trasferta | In trasferta | Totale | Totale | Totale | Totale | Totale | Totale | DR  |
| Competizione | Punti | G       | V       | N       | P       | Gf      | Gs      | G            | V            | N            | P            | Gf           | Gs           | G      | V      | N      | P      | Gf     | Gs     | DR  |
| ------------ | ----- | ------- | ------- | ------- | ------- | ------- | ------- | ------------ | ------------ | ------------ | ------------ | ------------ | ------------ | ------ | ------ | ------ | ------ | ------ | ------ | --- |
| Serie B      | 45    | 17      | 11      | 7       | 1       | 23      | 7       | 17           | 4            | 8            | 7            | 7            | 12           | 38     | 15     | 15     | 8      | 30     | 19     | +11 |
| Coppa Italia | 4     | 2       | 1       | 1       | 0       | 2       | 1       | 1            | 0            | 1            | 0            | 1            | 1            | 3      | 1      | 2      | 0      | 3      | 2      | +1  |
| Totale       |       | 19      | 12      | 8       | 1       | 25      | 8       | 18           | 4            | 9            | 7            | 7            | 12           | 41     | 16     | 17     | 8      | 33     | 21     | +12 |

### Statistiche dei giocatori
| Giocatore       | Serie B  | Serie B | Coppa Italia | Coppa Italia | Totale   | Totale |
| Giocatore       | Presenze | Reti    | Presenze     | Reti         | Presenze | Reti   |
| --------------- | -------- | ------- | ------------ | ------------ | -------- | ------ |
| M. Achilli      | 22       | 2       | 2            | 1            | 24       | 3      |
| L. Bertogna     | 30       | 6       | -            | -            | 30       | 6      |
| E. Burlando     | 15       | 2       | 3            | 0            | 18       | 2      |
| R. Caremi       | 36       | 1       | 3            | 0            | 39       | 1      |
| L. Castellini   | 38       | -19     | 3            | -2           | 41       | -21    |
| R. Cazzaniga    | 2        | 0       | -            | -            | 2        | 0      |
| G. D'Angiulli   | 37       | 1       | 1            | 0            | 38       | 1      |
| R. Dehò         | 32       | 0       | 3            | 0            | 35       | 0      |
| A. Dolso        | 22       | 1       | -            | -            | 22       | 1      |
| F. Fontana      | 13       | 0       | 1            | 0            | 14       | 0      |
| G. Lanzetti     | 23       | 5       | 3            | 2            | 26       | 7      |
| G.B. Magaraggia | 11       | 0       | 2            | 0            | 13       | 0      |
| F. Magnaghi     | 5        | 0       | 3            | 0            | 8        | 0      |
| G. Onor         | 30       | 0       | 2            | 0            | 32       | 0      |
| F. Pepe         | 2        | 0       | -            | -            | 2        | 0      |
| E. Prato        | 38       | 1       | 3            | 0            | 41       | 1      |
| C. Principe     | 12       | 2       | -            | -            | 12       | 2      |
| M. Silva        | -        | -       | 1            | 0            | 1        | 0      |
| C. Soldo        | 24       | 1       | -            | -            | 24       | 1      |
| A. Strada       | 20       | 2       | 3            | 0            | 23       | 2      |
| M. Trebbi       | 37       | 1       | 3            | 0            | 40       | 1      |